# Cape Searle
Cape Searle är en udde i Kanada.   Den ligger i territoriet Nunavut, i den östra delen av landet, 2 500 km norr om huvudstaden Ottawa.
Terrängen inåt land är kuperad. Havet är nära Cape Searle åt nordost. Trakten runt Cape Searle är nära nog obefolkad, med mindre än två invånare per kvadratkilometer.. Det finns inga samhällen i närheten.
Trakten runt Cape Searle består i huvudsak av gräsmarker.